# 岡山市道いずみ町青江線

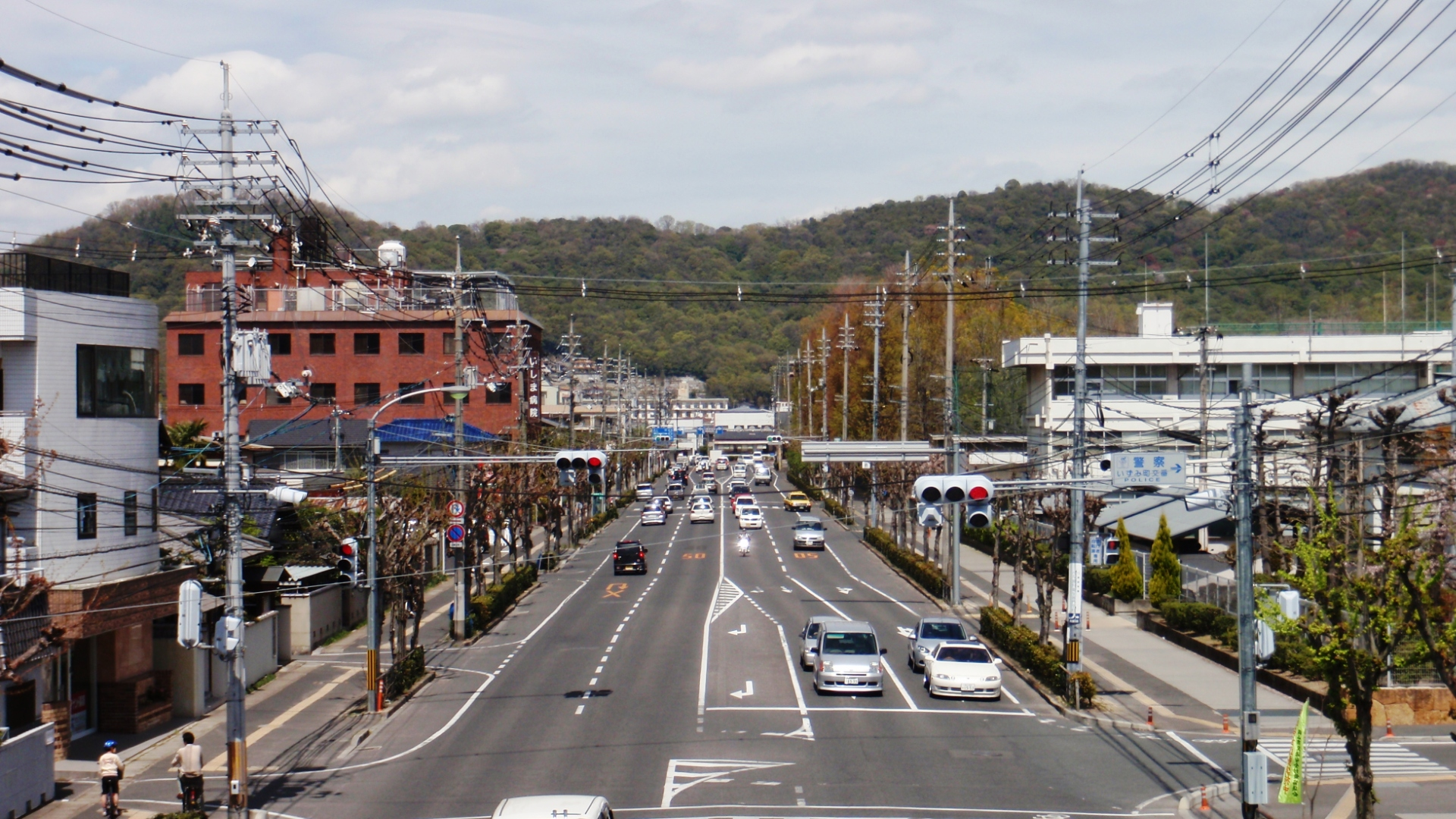
伊島町一丁目付近から北方向を見る

岡山市道いずみ町青江線（おかやましどう いずみちょうあおえせん）は、岡山県岡山市北区いずみ町から岡山市北区青江一丁目へ至る市道である。
正式名称は岡山市道101000106号いずみ町青江線（おかやましどう101000106ごう いずみちょうあおえせん）。

## 概要
岡山市中心部の西側外縁を南北に貫通する幹線道路であり、西部市街地における主要幹線道路でもある。また、岡山市中心部へ放射線状に流入する国道30号や国道53号、国道180号といったほとんどの放射道路同士を連絡し、終点は岡山市南部郊外を東西に横断する国道2号線岡山バイパスとも近接しているなど、広域移動軸から市内への流入路としての機能もある。

## 路線データ
- 本線（Google マップ）
  - 起点：岡山県岡山市北区いずみ町1番地1 地先（津島交差点・国道53号交点）
  - 終点：岡山県岡山市北区青江一丁目1149番地7 地先（青江南交差点・国道30号交点）
- 総延長：約5.7km
- 実延長：総延長に同じ（被重複区間なし）
- 幅員：22m～30m
- 車線数：4車線
- 最高速度：50km/h

当線中にある島田地下道は台風などによる豪雨等の際にたびたび冠水する。そのため、国土交通省中国地方整備局により「道路冠水の恐れのある箇所」に指定されている。
起点の津島交差点から厚生町交差点までの約2.8kmの区間は「島田筋」の愛称がつけられている。

## 歴史
当線の建設過程において多くの部分は土地区画整理事業に伴って整備されている。そのため当線は上伊福第一（1931年-1953年）、巖井第二（1932年-1955年）、島田第一（1931年-1942年）、大供第二（1932年-1941年）、大供周辺（2001年-2017年）、大元駅前第1工区（1938年-1960年）、東古松南町（1967年-1975年）、岡南（1977年-1986年）といった多くの区画整理事業の施工用地の中を通過している。
2005年に大供本町部分が暫定供用したことによって全線開通となり、2009年には同部分が全面供用して完工となった。

## 構造物
- 島田地下道

## 都市計画道路指定
当市道は全線が都市計画道路に指定されており、指定名は青江津島線。
都市計画道路青江津島線
- 指定部分：全線
- 路線番号：3・3・岡302
- 指定日：

## 交差・接続している道路
| 接続する道路 西← ＜市道いずみ町青江線＞ →東 | 接続する道路 西← ＜市道いずみ町青江線＞ →東  | 交差点名         | 交差点名 | 起点から (km) |
| ------------------------------------------- | -------------------------------------------- | ---------------- | -------- | ------------- |
| 国道53号                                    | 国道53号                                     | 津島             | 北区     | 0.0           |
| 国道180号                                   | 国道180号                                    | 伊福町四丁目     | 北区     | 1.2           |
| 市道401114019号富町19号線                   | 市道401115004号昭和町4号線                   | （昭和町）       | 北区     | 1.9           |
| 島田地下道                                  | 島田地下道                                   | 島田地下道       | 北区     | 2.2           |
| -                                           | ＜あくら通り＞ 市道101000144号東島田内山下線 | 東島田町1丁目    | 北区     | 2.4           |
| 県道21号岡山児島線                          | 県道21号岡山児島線                           | 厚生町           | 北区     | 2.9           |
| 市道301000189号大供表町西古松一丁目線       | 市道301000189号大供表町西古松一丁目線        | （西古松）       | 北区     | 3.4           |
| 県道173号大元停車場線                       | 県道173号大元停車場線                        | （東古松二丁目） | 北区     | 3.6           |
| 市道101000111号大元駅前二日市町線           | 市道101000111号大元駅前二日市町線            | （東古松二丁目） | 北区     | 3.8           |
| 市道401208003号富田3号線                    | 市道401208003号富田3号線                     | （富田）         | 北区     | 4.5           |
| 市道401208025号富田25号線                   | 市道401208025号富田25号線                    | （新保）         | 南区     | 4.9           |
| 国道30号                                    | 国道30号                                     | 青江南           | 北区     | 5.7           |

## 交通量
全線を通した平均交通量は2万6121台。当線中最大の交通量があるのは、JR山陽本線をアンダーパスする島田地下道で、一日当たり3万5824台。この付近は山陽本線の軌道だけでなく、広大な貨物ヤードを有する岡山貨物ターミナル駅や山陽新幹線の車両検査所などのJR関連施設が広い面積を占めているため、市街地が南北に分断されている区間であり、南北方向に抜けられる限られた道路に多くの交通が集中する。当線もその限られた道路の一つであるため混雑度は最大の1.45に達するなど、ここは当線中で最も混雑している区間でもある。その他、平均旅行速度は北区富田で交差する市道中野132号線（現：富田3号線）を境に大きく変わるが、北行きの流れがここより北側で遅く南側で早くなるのに対し、南行きの流れはその逆で北側よりも南側が若干遅くなっている。当線中最大の交通量・混雑度にある島田地下道でも、北行きと違い南行きは当線で最も流れが速い区間である。
| 区間                                                                    | 観測地点                | 交通量    | 混雑度 | 昼間平均旅行速度 | 昼間平均旅行速度 |
| 区間                                                                    | 観測地点                | 交通量    | 混雑度 | 上り             | 下り             |
| ----------------------------------------------------------------------- | ----------------------- | --------- | ------ | ---------------- | ---------------- |
| 国道53号-国道180号                                                      | 北区伊島町二丁目9番53号 | 2万7680台 | 0.89   | 19.8km/h         | 21.2km/h         |
| 国道180号-市道奉還町駅元町2号線（現：富町19号線・昭和町4号線）          | 北区奉還町三丁目8番7号  | 2万9922台 | 1.25   | 19.8km/h         | 21.2km/h         |
| 市道奉還町駅元町2号線（現：富町19号線・昭和町4号線）-県道21号岡山児島線 | 北区昭和町8番10号       | 3万5824台 | 1.45   | 19.8km/h         | 21.3km/h         |
| 県道21号岡山児島線-市道今野田線（現：大供表町西古松一丁目線）           | 北区厚生町三丁目2番1号  | 2万1780台 | 1.07   | 19.8km/h         | 21.2km/h         |
| 市道今野田線（現：大供表町西古松一丁目線）-市道大元駅前二日市町線       | 北区厚生町三丁目2番1号  | 2万1780台 | 0.56   | 19.8km/h         | 21.2km/h         |
| 市道大元駅前二日市町線-市道中野132号線（現：富田3号線）                 | 北区大元駅前3番43号     | 2万5827台 | 0.70   | 19.8km/h         | 21.2km/h         |
| 市道中野132号線（現：富田3号線）-市道新保138号線（現：富田25号線）      | 北区大元駅前3番43号     | 2万5827台 | 0.70   | 30.1km/h         | 19.5km/h         |
| 市道新保138号線（現：富田25号線）-国道30号                              | 南区新保1132番地4       | 2万0329台 | 0.68   | 29.9km/h         | 19.8km/h         |
| 平均                                                                    | 平均                    | 2万6121台 | 0.91   | 22.4km/h         | 20.8km/h         |

## 沿道施設
- 岡山県総合グラウンド
  - 岡山県総合グラウンド陸上競技場補助競技場
  - 岡山武道館
  - 弓道場
  - テニスコート
- 岡山市立伊島図書館
- 岡山県警察本部いずみ町庁舎
- 岡山県警察機動隊
- 岡山県警交通管制センター
- 岡山市伊島認定こども園
- 岡山西警察署いずみ町交番
- 岡山市立伊島小学校
- 岡山西税務署
- 岡山県立岡山工業高等学校
- 岡山県警察本部伊福町庁舎
- NTT岡山西電話交換所
- 岡山西警察署奉還町交番
- 奉還町商店街
- 岡山市立石井小学校
- 岡山科学技術専門学校
- クラーク記念国際高等学校岡山キャンパス
- 岡山島田郵便局
- 岡山市立桑田中学校
- 岡山商工会議所
- 岡山シティホテル厚生町
- 中国四国農政局厚生町庁舎
- 岡山市立鹿田小学校
- 幸町記念病院
- JR宇野線・瀬戸大橋線大元駅

## 別名
- 島田筋（岡山市北区津島交差点 - 同厚生町交差点）